# Луговка (река)

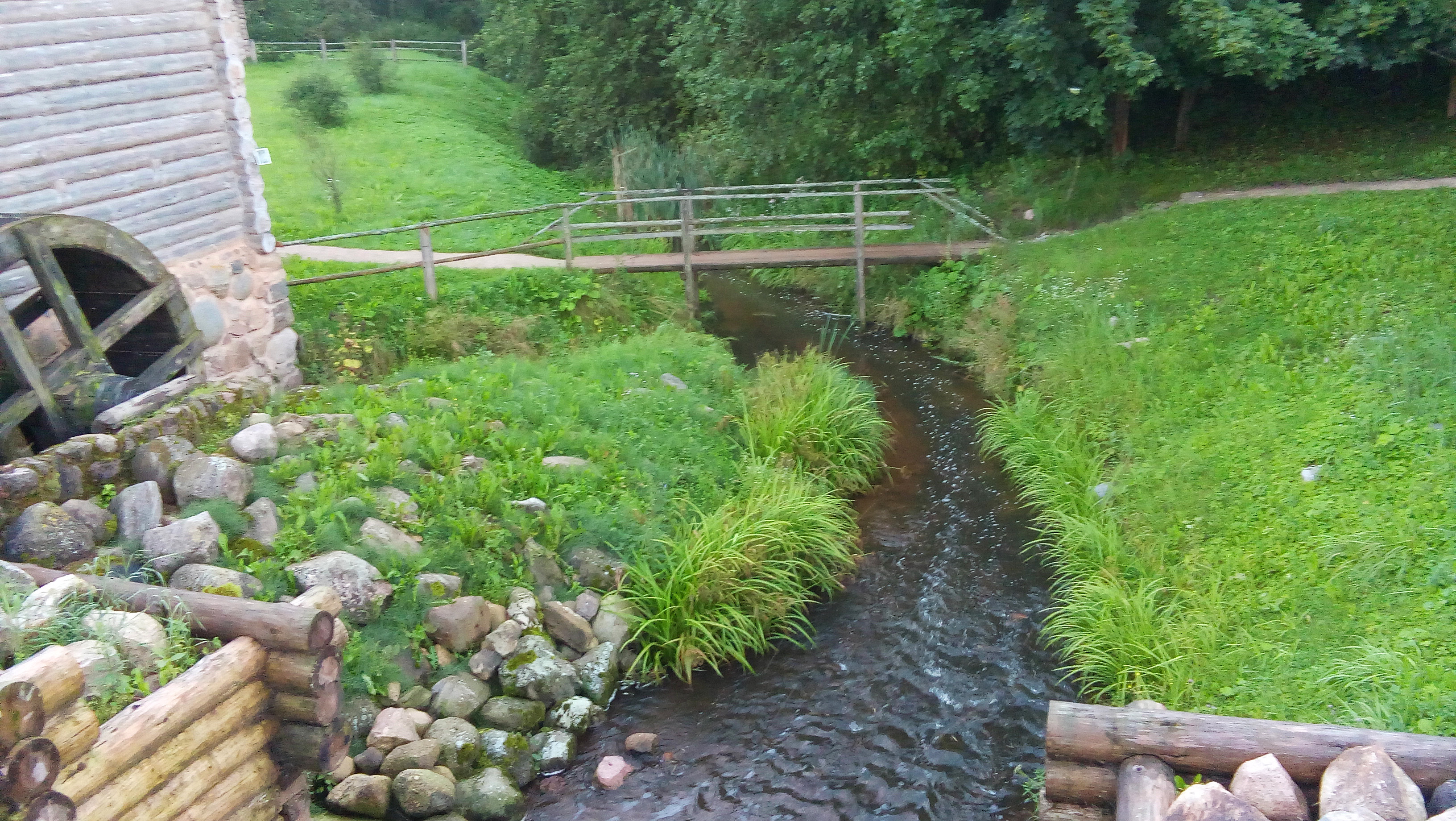
Река Луговка в д. Бугрово

Лу́говка — река в России, протекает по территории Пушкиногорского района Псковской области. Правый приток реки Великой. Длина реки — 16 км.
В начале река течёт на северо-востоке от посёлка Пушкинские Горы, затем по его северной околице через деревню Бугрово, где на реке устроена плотина и мельница, входящие в состав музея-заповедника «Михайловское». Далее впадает в озеро Каменец, вытекает из озера в юго-западном направлении и течёт к устью в реке Великой мимо деревни Ворогушино. В нижнем течении на некоторых картах река отмечена под именем Ворогушинка.

## Данные водного реестра
По данным государственного водного реестра России относится к Балтийскому бассейновому округу, водохозяйственный участок реки — Великая. Река относится к речному бассейну реки Нарва (российская часть бассейна).
Код объекта в государственном водном реестре — 01030000112102000028014.